# Hatamus tarsalis
Hatamus tarsalis är en skalbaggsart som beskrevs av Sharp 1877. Hatamus tarsalis ingår i släktet Hatamus och familjen Dynastidae. Inga underarter finns listade i Catalogue of Life.